# ジョルジュ・セデス
ジョルジュ・セデス（フランス語: George Cœdès フランス語発音: [sedɛs]、1886年8月10日 - 1969年10月2日）は、フランスの東洋学者。東南アジアの歴史およびカンボジア・タイの碑文の研究、およびシュリーヴィジャヤ王国の再発見によって特に知られる。1929年から1947年までの長期にわたってフランス極東学院院長だった。

## 生涯
セデスはパリでユダヤ系ハンガリー人の家系に生まれた。若いころから東洋学に興味を持ち、早くも1904年、18歳のときにカンボジアのクメール語とサンスクリットの碑文に関する論文を発表している。ベルリン大学で学んだ後、パリのリセ・コンドルセでドイツ語を教えていたが、アルフレッド・フーシェの指導のもと、1911年にアンコール・ワットのレリーフ研究によって高等研究実習院の学位を得た。
1911年、ハノイのフランス極東学院の招待学生に選ばれ、1915年から同校のインドシナ文献学教授に就任した。1918年にはシャムの国立図書館長、1927年からはシャムの王立研究所の事務局長をつとめた。
セデスはフランス極東学院の支援を受けて1918年から1926年にかけてタイ・クメール・モンの古代碑文を研究した。
1929年からはフランス極東学院長をつとめた。
第二次世界大戦中、ヴィシー政権はユダヤ人の職業を制限する法律を制定し（ヴィシー政権によるユダヤ人並びに外来者に対する法を参照）、フランス領インドシナでも同様の政策が取られたが、セデスは政権にとって有用な人物と見なされたために例外扱いされた。
戦後の1947年に退官した後、帰国してエヌリー美術館のキュレーターをつとめ、1969年に没するまでその職にあった。同時にフランス海外領国立学校、高等自然人類学学校、東洋言語学校などで教えた。
1934年に碑文・文芸アカデミーの通信員に選ばれた。1948年にフランス海外領科学アカデミーの会員、1958年に碑文・文芸アカデミーの会員に選ばれた。1964年にアジア協会の会長に就任した。他にも国内外の多数の栄誉を得ている。

## 主な著書
セデスはフランス極東学院の機関誌(Bulletin de l'École Française d'Extrême-Orient、以下BEFEO)に多数の論文を発表した。
1918年の論文で碑文に見えるシュリーヴィジャヤが唐代の中国文献に見える「室利仏逝」などのことであると指摘し、忘れ去られていたシュリーヴィジャヤ王国が再発見された。
- “Le royaume de Çrivijaya”. BEFEO 18 (6):  1-36. (1918). JSTOR 43729861.

1911年以降BEFEOに発表した多数のカンボジア研究論文は、1989年以降に書物にまとめられて出版されている。
- Articles sur le pays khmer. Paris: École Française d'Extrême-Orient. (1989,1992)

1937年以降、カンボジア碑文の収集・解読・翻訳を全8冊からなる大著にまとめた。
- Inscriptions du Cambodge. Hanoi/Paris: École Française d'Extrême-Orient. (1937-1966)

1944年に『極東のインド化された諸国の古代史』を発表し、東南アジアの16世紀までの歴史を整理した。1948年に題を『インドシナとインドネシアのインド化された諸国』に改めて改訂版が出版された。
- Histoire ancienne des États hindouisés d'Extrême-Orient. Hanoi: Imprimerie d'Extrême-Orient. (1944)
- Les états hindouisés d'Indochine et d'Indonésie. De Boccard. (1948)
  - 山本智教 訳『東南アジア文化史』大蔵出版、1989年。

その他：
- “Documents sur l'histoire politique et religieuse du Laos occidental”. BEFEO 25 (1/2):  1-201. (1925). JSTOR 43730035.

- Pour mieux comprendre Angkor. Imprimerie d'Extrême-Orient. (1943)
  - 三宅一郎 訳『アンコール遺跡：壮大な構想の意味を探る』連合出版、1990年。改訂版1993年

- Les peuples de la péninsule indochinoise - civilisations. Paris: Dunod. (1962)
  - 辛島昇・内田晶子・桜井由躬雄 訳『インドシナ文明史』みすず書房、1969年。新版1980年